# Крикун Григорій Тимофійович
Григорій Тимофійович Крикун (нар. 12 серпня 1906, Комишувате (нині Новоукраїнський район, Кіровоградська область) — пом. 28 травня 1971, Київ) — український радянський режисер науково-популярного та ігрового кіно. Член Спілки кінематографістів України (1958).

## Біографія

Могила Григорія Крикуна

Народився 12 серпня 1906 року в селі Комишуватому в селянській родині.
У 1926 році закінчив Київський педагогічний технікум, у 1934 році — режисерський факультет Київського кіноінституту, вчився також в аспірантурі при ньому). Був режисером-практикантом у фільмі О. Довженка «Іван».
У 1935–1940 і 1954–1959 роках працював на Київській студії художніх фільмів, а в 1941–1951 роках та з 1960 року — на Київській студії науково-популярних фільмів. Викладав на кінофакультеті в Київському театральному інституті. Був нагороджений медалями.
Помер 28 травня 1971 року в Києві. Похований на Байковому кладовищі (ділянка № 21).

## Фільмографія
Створив науково-популярні стрічки:
- «Диспетчерська централізація» (1941),
- «Зчеплення вагонів» (1942),
- «Умови для вагонів» (1943),
- «Підготовка автомобіля до весняної експлуатації» (1945),
- «Більше товарів широкого вжитку»,
- «Стаханівські методи в будівництві» (1947),
- «Полезахисні лісонасадження» (1950),
- «Українська РСР» (1951),
- «Амвросій Бучма» (1960),
- «Електронний майстер» (1961),
- «Автоматизація керування прокатними станами»,
- «Марко Кропивницький» (1962),
- «Золоті зерна» (1963),
- «Партія і народ» (1964) та інші.

Поставив художні фільми:
- «Над Черемошем» (1956),
- «Дівчина з маяка» (1956),
- «Вогненний міст» (1958, у співавт. з М. Романовим).